# Die Erpresser
Die Erpresser ist ein australischer Horrorfilm des Regisseurs Jon Hewitt. Seine Premiere feierte er am 1. August 2008 auf dem Melbourne International Film Festival. Deutsche Erstaufführung war am 13. August 2008 im Zuge des Fantasy Filmfests.

## Handlung
Die etwa 17-jährigen Schulfreunde Mark, James und Chasely beobachten wie jemand eine Mädchenleiche im Wald vergräbt. Die geistig zurückgebliebene Tanja wird seit einiger Zeit vermisst. Da der Täter ein markantes rotes Auto fährt, können sie ihn nach einigen Tagen Suche in einer biederen Einfamilienhaussiedlung ihrer Stadt ausfindig machen. Bevor sie ihn der Polizei ausliefern, kommt den beiden Jungs die Idee, seine Dienste in Anspruch zu nehmen. Der mutmaßliche Mörder könnte doch einen ihrer Gegner auf die gleiche Weise beseitigen. Mark und James verbindet nämlich ein schreckliches Erlebnis. Seit ihrer Kindheit werden sie von ihrem Vergewaltiger Gary Parker eingeschüchtert, drangsaliert und körperlich misshandelt.
Aber Ian Wright – so der Name des von ihnen erpressten Mädchenmörders – lässt sich nicht lumpen. Er dreht den Spieß um und sorgt seinerseits dafür, dass Parker die Jungs zum Schweigen bringt. Parker hetzt Chasely, Mark und den Asthmatiker James mit einer Armbrust im Anschlag über einen Schrottplatz und verletzt die beiden Jungs damit schwer. Trotzdem gelingt es ihnen Parker zu überwältigen und sogar zu töten. Bei Chasely zuhause versorgen sie abends ihre Wunden.
Ab diesem Zeitpunkt verschleppt Wright einen nach dem anderen von ihnen in den Keller seines Hauses, wo offenbar wird, dass seine  leicht behinderte Frau bei seinen Taten mitwirkt. Allein Chasely, die nicht davor zurückschreckt dem Täter einen Schraubenzieher mehrfach in den Leib zu rammen, kann dem Martyrium lebend entkommen.

## Hintergrund
Der Film wurde im australischen Bundesstaat Queensland gedreht.
Der Originaltitel Acolytes (dt. „Anfänger“) bezieht sich auf die Ansicht des Täters, der junge Mark hätte Tanja ermordet und
den geplanten sexuellen Übergriff stümperhaft vermasselt.

## Auszeichnungen
Auf dem Melbourne Underground Film Festival gewann der Film Preise in den Kategorien Bester Darsteller, Beste Kameraführung und Bester Film.